# The Opening of Misty Beethoven
The Opening of Misty Beethoven es una película pornográfica de 1976 dirigida por Radley Metzger (acreditado como Henry Paris) y protagonizado por Constance Money, Jamie Gillis, Gloria Leonard y Casey Donovan.
Es considerada como un clásico del cine porno, pertenece a la Edad de Oro del porno.

## Elenco
- Constance Money - Dolores "Misty" Beethoven
- Jamie Gillis - Dr. Seymour Love
- Jacqueline Beaudant - Geraldine Rich
- Gloria Leonard - Barbara
- Terr Hill - Tanya
- Casey Donovan
- Ras Kean - Lawrence Lehman

## Premios
Premio Adult Film Association of America: 
- Mejor Actor - Jamie Gillis
- Mejor director: Radley Metzger (como Henry Paris)
- Mejor película

Premios AVN
- Mejor DVD Clásico (2002)
- Salón de la Fama XRCO

- Datos: Q1554545